# Liste der Nummer-eins-Hits in den USA (1988)
Dies ist eine Liste der Nummer-eins-Hits in den von Billboard ermittelten Charts in den USA (Hot 100) im Jahr 1988. In diesem Jahr gab es dreiunddreißig Nummer-eins-Singles und elf Nummer-eins-Alben.

## Singles
| ← 1987 ← | Liste der Nummer-eins-Hits in den USA | Liste der Nummer-eins-Hits in den USA | Liste der Nummer-eins-Hits in den USA                                                  | 1989 →                    |
| \| Zeitraum \| Wo. ges. \| Interpret \| Titel Autor(en) \| Zusätzliche Informationen \| \| (Zeitraum, Wochen auf Platz eins, Interpret, Titel, Autor[en], zusätzliche Informationen) \| \| \| \| \| \| ----------------------------------------------------------------------------------------- \| -------- \| ------------------------------------ \| ------------------------------------------------------------------------------------------ \| ------------------------- \| \| 12. Dezember 1987 – 8. Januar 1988 4 Wochen (insgesamt 4) \| 4 \| George Michael \| Faith[1] George Michael \| – \| \| 9. Januar 1988 – 15. Januar 1988 1 Woche (insgesamt 1) \| 1 \| Whitney Houston \| So Emotional[2] Billy Steinberg, Tom Kelly \| – \| \| 16. Januar 1988 – 22. Januar 1988 1 Woche (insgesamt 1) \| 1 \| George Harrison \| Got My Mind Set on You[3] Rudy Clark \| – \| \| 23. Januar 1988 – 29. Januar 1988 1 Woche (insgesamt 1) \| 1 \| Michael Jackson \| The Way You Make Me Feel[4] Michael Jackson \| – \| \| 30. Januar 1988 – 5. Februar 1988 1 Woche (insgesamt 1) \| 1 \| INXS \| Need You Tonight[5] Andrew Farriss, Michael Hutchence \| – \| \| 6. Februar 1988 – 19. Februar 1988 2 Wochen (insgesamt 2) \| 2 \| Tiffany \| Could’ve Been[6] Lois Blaisch \| – \| \| 20. Februar 1988 – 26. Februar 1988 1 Woche (insgesamt 1) \| 1 \| Exposé \| Seasons Change[7] Lewis Martineé \| – \| \| 27. Februar 1988 – 11. März 1988 2 Wochen (insgesamt 2) \| 2 \| George Michael \| Father Figure[8] George Michael \| – \| \| 12. März 1988 – 25. März 1988 2 Wochen (insgesamt 2) \| 2 \| Rick Astley \| Never Gonna Give You Up[9] Stock Aitken Waterman \| – \| \| 26. März 1988 – 8. April 1988 2 Wochen (insgesamt 2) \| 2 \| Michael Jackson \| Man in the Mirror[10] Siedah Garrett, Glen Ballard \| – \| \| 9. April 1988 – 22. April 1988 2 Wochen (insgesamt 2) \| 2 \| Billy Ocean \| Get Outta My Dreams, Get into My Car[11] Billy Ocean, Robert Lange \| – \| \| 23. April 1988 – 6. Mai 1988 2 Wochen (insgesamt 2) \| 2 \| Whitney Houston \| Where Do Broken Hearts Go[12] Frank Wildhorn, Chuck Jackson \| – \| \| 7. Mai 1988 – 13. Mai 1988 1 Woche (insgesamt 1) \| 1 \| Terence Trent D'Arby \| Wishing Well[13] Terence Trent D'Arby, Sean Oliver \| – \| \| 14. Mai 1988 – 27. Mai 1988 2 Wochen (insgesamt 2) \| 2 \| Gloria Estefan & Miami Sound Machine \| Anything for You[14] Gloria Estefan \| – \| \| 28. Mai 1988 – 17. Juni 1988 3 Wochen (insgesamt 3) \| 3 \| George Michael \| One More Try[15] George Michael \| – \| \| 18. Juni 1988 – 24. Juni 1988 1 Woche (insgesamt 1) \| 1 \| Rick Astley \| Together Forever[16] Stock Aitken Waterman \| – \| \| 25. Juni 1988 – 1. Juli 1988 1 Woche (insgesamt 1) \| 1 \| Debbie Gibson \| Foolish Beat[17] Debbie Gibson \| – \| \| 2. Juli 1988 – 8. Juli 1988 1 Woche (insgesamt 1) \| 1 \| Michael Jackson \| Dirty Diana[18] Michael Jackson \| – \| \| 9. Juli 1988 – 22. Juli 1988 2 Wochen (insgesamt 2) \| 2 \| Cheap Trick \| The Flame[19] Bob Mitchell, Nick Graham \| – \| \| 23. Juli 1988 – 29. Juli 1988 1 Woche (insgesamt 1) \| 1 \| Richard Marx \| Hold On to the Nights[20] Richard Marx \| – \| \| 30. Juli 1988 – 26. August 1988 4 Wochen (insgesamt 4) \| 4 \| Steve Winwood \| Roll with It[21] Steve Winwood, Will Jennings \| – \| \| 27. August 1988 – 9. September 1988 2 Wochen (insgesamt 2) \| 2 \| George Michael \| Monkey[22] George Michael \| – \| \| 10. September 1988 – 23. September 1988 2 Wochen (insgesamt 2) \| 2 \| Guns N’ Roses \| Sweet Child o’ Mine[23] Guns N' Roses \| – \| \| 24. September 1988 – 7. Oktober 1988 2 Wochen (insgesamt 2) \| 2 \| Bobby McFerrin \| Don’t Worry, Be Happy[24] Bobby McFerrin \| – \| \| 8. Oktober 1988 – 14. Oktober 1988 1 Woche (insgesamt 1) \| 1 \| Def Leppard \| Love Bites[25] Joe Elliott, Phil Collen, Steve Clark, Rick Savage, Robert Lange \| – \| \| 15. Oktober 1988 – 21. Oktober 1988 1 Woche (insgesamt 1) \| 1 \| UB40 \| Red Red Wine[26] Neil Diamond \| – \| \| 22. Oktober 1988 – 4. November 1988 2 Wochen (insgesamt 2) \| 2 \| Phil Collins \| A Groovy Kind of Love[27] Toni Wine, Carole Bayer Sager \| – \| \| 5. November 1988 – 11. November 1988 1 Woche (insgesamt 1) \| 1 \| The Beach Boys \| Kokomo[28] John Phillips, Mike Love, Scott McKenzie, Terry Melcher \| – \| \| 12. November 1988 – 18. November 1988 1 Woche (insgesamt 1) \| 1 \| The Escape Club \| Wild, Wild West[29] The Escape Club \| – \| \| 19. November 1988 – 2. Dezember 1988 2 Wochen (insgesamt 2) \| 2 \| Bon Jovi \| Bad Medicine[30] Jon Bon Jovi, Richie Sambora, Desmond Child \| – \| \| 3. Dezember 1988 – 9. Dezember 1988 1 Woche (insgesamt 1) \| 1 \| Will to Power \| Baby, I Love Your Way / Freebird Medley[31] Peter Frampton, Allen Collins, Ronnie Van Zant \| – \| \| 10. Dezember 1988 – 23. Dezember 1988 2 Wochen (insgesamt 2) \| 2 \| Chicago \| Look Away[32] Diane Warren \| – \| \| 24. Dezember 1988 – 13. Januar 1989 3 Wochen (insgesamt 3) \| 3 \| Poison \| Every Rose Has Its Thorn[33] Bret Michaels, C. C. DeVille, Bobby Dall, Rikki Rockett \| – \| |                                       |                                       |                                                                                        |                           |
| ← 1987 |                                       |                                       |                                                                                        | → 1989 →                  |
| Zeitraum | Wo. ges.                              | Interpret                             | Titel Autor(en)                                                                        | Zusätzliche Informationen |
| (Zeitraum, Wochen auf Platz eins, Interpret, Titel, Autor[en], zusätzliche Informationen) |                                       |                                       |                                                                                        |                           |
| 12. Dezember 1987 – 8. Januar 1988 4 Wochen (insgesamt 4) | 4                                     | George Michael                        | Faith George Michael                                                                   | –                         |
| 9. Januar 1988 – 15. Januar 1988 1 Woche (insgesamt 1) | 1                                     | Whitney Houston                       | So Emotional Billy Steinberg, Tom Kelly                                                | –                         |
| 16. Januar 1988 – 22. Januar 1988 1 Woche (insgesamt 1) | 1                                     | George Harrison                       | Got My Mind Set on You Rudy Clark                                                      | –                         |
| 23. Januar 1988 – 29. Januar 1988 1 Woche (insgesamt 1) | 1                                     | Michael Jackson                       | The Way You Make Me Feel Michael Jackson                                               | –                         |
| 30. Januar 1988 – 5. Februar 1988 1 Woche (insgesamt 1) | 1                                     | INXS                                  | Need You Tonight Andrew Farriss, Michael Hutchence                                     | –                         |
| 6. Februar 1988 – 19. Februar 1988 2 Wochen (insgesamt 2) | 2                                     | Tiffany                               | Could’ve Been Lois Blaisch                                                             | –                         |
| 20. Februar 1988 – 26. Februar 1988 1 Woche (insgesamt 1) | 1                                     | Exposé                                | Seasons Change Lewis Martineé                                                          | –                         |
| 27. Februar 1988 – 11. März 1988 2 Wochen (insgesamt 2) | 2                                     | George Michael                        | Father Figure George Michael                                                           | –                         |
| 12. März 1988 – 25. März 1988 2 Wochen (insgesamt 2) | 2                                     | Rick Astley                           | Never Gonna Give You Up Stock Aitken Waterman                                          | –                         |
| 26. März 1988 – 8. April 1988 2 Wochen (insgesamt 2) | 2                                     | Michael Jackson                       | Man in the Mirror Siedah Garrett, Glen Ballard                                         | –                         |
| 9. April 1988 – 22. April 1988 2 Wochen (insgesamt 2) | 2                                     | Billy Ocean                           | Get Outta My Dreams, Get into My Car Billy Ocean, Robert Lange                         | –                         |
| 23. April 1988 – 6. Mai 1988 2 Wochen (insgesamt 2) | 2                                     | Whitney Houston                       | Where Do Broken Hearts Go Frank Wildhorn, Chuck Jackson                                | –                         |
| 7. Mai 1988 – 13. Mai 1988 1 Woche (insgesamt 1) | 1                                     | Terence Trent D'Arby                  | Wishing Well Terence Trent D'Arby, Sean Oliver                                         | –                         |
| 14. Mai 1988 – 27. Mai 1988 2 Wochen (insgesamt 2) | 2                                     | Gloria Estefan & Miami Sound Machine  | Anything for You Gloria Estefan                                                        | –                         |
| 28. Mai 1988 – 17. Juni 1988 3 Wochen (insgesamt 3) | 3                                     | George Michael                        | One More Try George Michael                                                            | –                         |
| 18. Juni 1988 – 24. Juni 1988 1 Woche (insgesamt 1) | 1                                     | Rick Astley                           | Together Forever Stock Aitken Waterman                                                 | –                         |
| 25. Juni 1988 – 1. Juli 1988 1 Woche (insgesamt 1) | 1                                     | Debbie Gibson                         | Foolish Beat Debbie Gibson                                                             | –                         |
| 2. Juli 1988 – 8. Juli 1988 1 Woche (insgesamt 1) | 1                                     | Michael Jackson                       | Dirty Diana Michael Jackson                                                            | –                         |
| 9. Juli 1988 – 22. Juli 1988 2 Wochen (insgesamt 2) | 2                                     | Cheap Trick                           | The Flame Bob Mitchell, Nick Graham                                                    | –                         |
| 23. Juli 1988 – 29. Juli 1988 1 Woche (insgesamt 1) | 1                                     | Richard Marx                          | Hold On to the Nights Richard Marx                                                     | –                         |
| 30. Juli 1988 – 26. August 1988 4 Wochen (insgesamt 4) | 4                                     | Steve Winwood                         | Roll with It Steve Winwood, Will Jennings                                              | –                         |
| 27. August 1988 – 9. September 1988 2 Wochen (insgesamt 2) | 2                                     | George Michael                        | Monkey George Michael                                                                  | –                         |
| 10. September 1988 – 23. September 1988 2 Wochen (insgesamt 2) | 2                                     | Guns N’ Roses                         | Sweet Child o’ Mine Guns N' Roses                                                      | –                         |
| 24. September 1988 – 7. Oktober 1988 2 Wochen (insgesamt 2) | 2                                     | Bobby McFerrin                        | Don’t Worry, Be Happy Bobby McFerrin                                                   | –                         |
| 8. Oktober 1988 – 14. Oktober 1988 1 Woche (insgesamt 1) | 1                                     | Def Leppard                           | Love Bites Joe Elliott, Phil Collen, Steve Clark, Rick Savage, Robert Lange            | –                         |
| 15. Oktober 1988 – 21. Oktober 1988 1 Woche (insgesamt 1) | 1                                     | UB40                                  | Red Red Wine Neil Diamond                                                              | –                         |
| 22. Oktober 1988 – 4. November 1988 2 Wochen (insgesamt 2) | 2                                     | Phil Collins                          | A Groovy Kind of Love Toni Wine, Carole Bayer Sager                                    | –                         |
| 5. November 1988 – 11. November 1988 1 Woche (insgesamt 1) | 1                                     | The Beach Boys                        | Kokomo John Phillips, Mike Love, Scott McKenzie, Terry Melcher                         | –                         |
| 12. November 1988 – 18. November 1988 1 Woche (insgesamt 1) | 1                                     | The Escape Club                       | Wild, Wild West The Escape Club                                                        | –                         |
| 19. November 1988 – 2. Dezember 1988 2 Wochen (insgesamt 2) | 2                                     | Bon Jovi                              | Bad Medicine Jon Bon Jovi, Richie Sambora, Desmond Child                               | –                         |
| 3. Dezember 1988 – 9. Dezember 1988 1 Woche (insgesamt 1) | 1                                     | Will to Power                         | Baby, I Love Your Way / Freebird Medley Peter Frampton, Allen Collins, Ronnie Van Zant | –                         |
| 10. Dezember 1988 – 23. Dezember 1988 2 Wochen (insgesamt 2) | 2                                     | Chicago                               | Look Away Diane Warren                                                                 | –                         |
| 24. Dezember 1988 – 13. Januar 1989 3 Wochen (insgesamt 3) | 3                                     | Poison                                | Every Rose Has Its Thorn Bret Michaels, C. C. DeVille, Bobby Dall, Rikki Rockett       | –                         |

## Alben
| ← 1987 ← | Liste der Nummer-eins-Alben in den USA | Liste der Nummer-eins-Alben in den USA | Liste der Nummer-eins-Alben in den USA | 1989 →                    |
| \| Zeitraum \| Wo. ges. \| Interpret \| Titel \| Zusätzliche Informationen \| \| (Zeitraum, Wochen auf Platz eins, Interpret, Titel, zusätzliche Informationen) \| \| \| \| \| \| ------------------------------------------------------------------------------ \| -------- \| ---------------------------------- \| ---------------------------------- \| ------------------------- \| \| 26. Dezember 1987 – 15. Januar 1988 3 Wochen (insgesamt 18) \| 18 \| Original Motion Picture Soundtrack \| Dirty Dancing[34] \| – \| \| 16. Januar 1988 – 22. Januar 1988 1 Woche (insgesamt 12) \| 12 \| George Michael \| Faith[35] \| – \| \| 23. Januar 1988 – 5. Februar 1988 2 Wochen (insgesamt 2) \| 2 \| Tiffany \| Tiffany[36] \| – \| \| 6. Februar 1988 – 11. März 1988 5 Wochen (insgesamt 12) \| 12 \| George Michael \| Faith \| – \| \| 12. März 1988 – 13. Mai 1988 9 Wochen (insgesamt 18) \| 18 \| Original Motion Picture Soundtrack \| Dirty Dancing \| – \| \| 14. Mai 1988 – 24. Juni 1988 6 Wochen (insgesamt 12) \| 12 \| George Michael \| Faith \| – \| \| 25. Juni 1988 – 22. Juli 1988 4 Wochen (insgesamt 4) \| 4 \| Van Halen \| OU812[37] \| – \| \| 23. Juli 1988 – 5. August 1988 2 Wochen (insgesamt 6) \| 6 \| Def Leppard \| Hysteria[38] \| – \| \| 6. August 1988 – 12. August 1988 1 Woche (insgesamt 1) \| 1 \| Guns N’ Roses \| Appetite for Destruction[39] \| – \| \| 13. August 1988 – 19. August 1988 1 Woche (insgesamt 6) \| 6 \| Def Leppard \| Hysteria \| – \| \| 20. August 1988 – 26. August 1988 1 Woche (insgesamt 1) \| 1 \| Steve Winwood \| Roll with It[40] \| – \| \| 27. August 1988 – 2. September 1988 1 Woche (insgesamt 1) \| 1 \| Tracy Chapman \| Tracy Chapman[41] \| – \| \| 3. September 1988 – 23. September 1988 3 Wochen (insgesamt 6) \| 6 \| Def Leppard \| Hysteria \| – \| \| 24. September 1988 – 14. Oktober 1988 3 Wochen (insgesamt 4) \| 4 \| Guns N’ Roses \| Appetite for Destruction \| – \| \| 15. Oktober 1988 – 11. November 1988 4 Wochen (insgesamt 4) \| 4 \| Bon Jovi \| New Jersey[42] \| – \| \| 12. November 1988 – 23. Dezember 1988 6 Wochen (insgesamt 6) \| 6 \| U2 \| Rattle and Hum[43] \| – \| \| 24. Dezember 1988 – 30. Dezember 1988 1 Woche (insgesamt 1) \| 1 \| Anita Baker \| Giving You the Best That I Got[44] \| – \| |                                        |                                        |                                        |                           |
| ← 1987 |                                        |                                        |                                        | → 1989 →                  |
| Zeitraum | Wo. ges.                               | Interpret                              | Titel                                  | Zusätzliche Informationen |
| (Zeitraum, Wochen auf Platz eins, Interpret, Titel, zusätzliche Informationen) |                                        |                                        |                                        |                           |
| 26. Dezember 1987 – 15. Januar 1988 3 Wochen (insgesamt 18) | 18                                     | Original Motion Picture Soundtrack     | Dirty Dancing                          | –                         |
| 16. Januar 1988 – 22. Januar 1988 1 Woche (insgesamt 12) | 12                                     | George Michael                         | Faith                                  | –                         |
| 23. Januar 1988 – 5. Februar 1988 2 Wochen (insgesamt 2) | 2                                      | Tiffany                                | Tiffany                                | –                         |
| 6. Februar 1988 – 11. März 1988 5 Wochen (insgesamt 12) | 12                                     | George Michael                         | Faith                                  | –                         |
| 12. März 1988 – 13. Mai 1988 9 Wochen (insgesamt 18) | 18                                     | Original Motion Picture Soundtrack     | Dirty Dancing                          | –                         |
| 14. Mai 1988 – 24. Juni 1988 6 Wochen (insgesamt 12) | 12                                     | George Michael                         | Faith                                  | –                         |
| 25. Juni 1988 – 22. Juli 1988 4 Wochen (insgesamt 4) | 4                                      | Van Halen                              | OU812                                  | –                         |
| 23. Juli 1988 – 5. August 1988 2 Wochen (insgesamt 6) | 6                                      | Def Leppard                            | Hysteria                               | –                         |
| 6. August 1988 – 12. August 1988 1 Woche (insgesamt 1) | 1                                      | Guns N’ Roses                          | Appetite for Destruction               | –                         |
| 13. August 1988 – 19. August 1988 1 Woche (insgesamt 6) | 6                                      | Def Leppard                            | Hysteria                               | –                         |
| 20. August 1988 – 26. August 1988 1 Woche (insgesamt 1) | 1                                      | Steve Winwood                          | Roll with It                           | –                         |
| 27. August 1988 – 2. September 1988 1 Woche (insgesamt 1) | 1                                      | Tracy Chapman                          | Tracy Chapman                          | –                         |
| 3. September 1988 – 23. September 1988 3 Wochen (insgesamt 6) | 6                                      | Def Leppard                            | Hysteria                               | –                         |
| 24. September 1988 – 14. Oktober 1988 3 Wochen (insgesamt 4) | 4                                      | Guns N’ Roses                          | Appetite for Destruction               | –                         |
| 15. Oktober 1988 – 11. November 1988 4 Wochen (insgesamt 4) | 4                                      | Bon Jovi                               | New Jersey                             | –                         |
| 12. November 1988 – 23. Dezember 1988 6 Wochen (insgesamt 6) | 6                                      | U2                                     | Rattle and Hum                         | –                         |
| 24. Dezember 1988 – 30. Dezember 1988 1 Woche (insgesamt 1) | 1                                      | Anita Baker                            | Giving You the Best That I Got         | –                         |